# Dobře temperovaný klavír

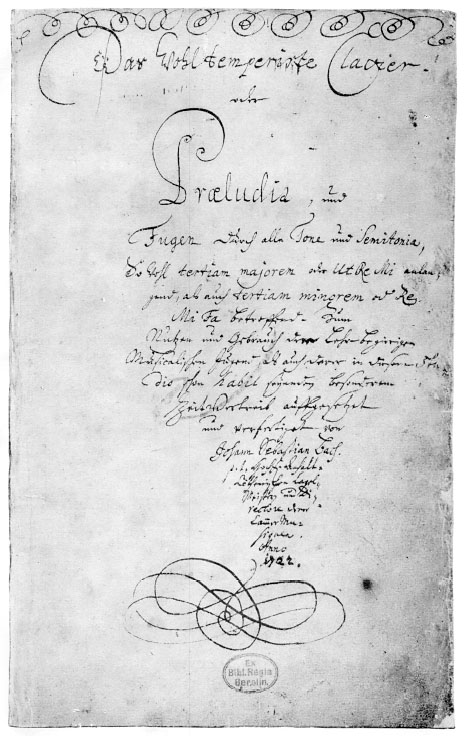
Titulní strana "Dobře temperovaného klavíru" (kniha 1, 1722)

Dobře temperovaný klavír je označení dvou cyklů skladeb Johanna Sebastiana Bacha psaných pro "clavier" (=klávesový nástroj, v baroku nejčastěji cembalo). V každém cyklu jsou zastoupeny skladby ve všech tóninách, pro každou tóninu je zde preludium a fuga. Dobře temperovaný klavír I. čítá 24 skladeb (BWV 846-869). Dobře temperovaný klavír II. čítá též 24 skladeb (BWV 870-893). Preludia a fugy v každém dílu jsou řazeny chromaticky vzestupně v dur i moll: C dur, c moll, Cis dur, cis moll, D dur, d moll...
Bach tu ukázal nové skladatelské možnosti. V ladění do té doby převažujícím se pro kompozici na klávesový nástroj nedaly některé tóniny použít. Totéž platí i o některých akordech. Proč tomu tak je, vysvětlují hesla ladění, přirozené ladění, rovnoměrná temperatura.  

## Nahrávky
Bachův Temperovaný klavír náhrála řada interpretů na různé nástroje:
Wanda Landowska (cembalo), Taťjana Nikolajeva (klavír), Helmut Walcha (cembalo), Glenn Gould (klavír), Gustav Leonhardt (cembalo), Sviatoslav Richter (klavír), Zuzana Růžičková (cembalo), Friedrich Gulda (klavír), Louis Thiry (varhany), Ton Koopman (cembalo), Keith Jarrett (cembalo, klavír), Jaroslav Tůma (clavichord), Robert Levin (klavír, clavichord, varhany), Vladimir Ashkenazy (klavír) a další.

### Souvisejíci články
- Barokní hudba